# Алфред Сови
Алфред Сови (на френски: Alfred Sauvy) е френски социолог, демограф и историк. Той остава в историята като човека, въвел термина „Трети свят“ (Tiers Monde) в икономическата историография. Терминът се появява в публикация на 14 август 1952 г. във френското списание „L'Observateur“.